# Dickten
Dickten ist ein Ortsteil in der bergischen Großstadt Wuppertal. Der Ortsteil ist aus einem der 36 Ursprungshöfe Barmens hervorgegangen.

## Lage und Beschreibung
Der Ort befindet sich im Norden des Wohnquartiers Hatzfeld im Stadtbezirk Barmen (Ortsteil Unterbarmen) auf einer Höhe von 266 m ü. NHN an der Landesstraße 70 nahe der Stadtgrenze zu Sprockhövel.
Die Ortslage liegt im ländlichen nördlichen Bereich von Hatzfeld in Grenzlage zwischen den beiden ehemals selbstständigen Großstädten Barmen und Elberfeld (Ortsteil Uellendahl) und der ehemals Nevigeser Kirchengemeinde Dönberg, die heute allesamt Stadtteile von Wuppertal sind. In der Ortslage entspringt der Mirker Bach, der durch seinen Namen (Mirker Bach = Markbach, Grenzbach) diese seit dem Hochmittelalter bestehende Grenzlage andeutet.
Benachbarte Orte sind die zum Teil dicht bebauten Wohngebiete Hatzfelds, Uellendahl-Osts und Dönberg mit den Ortslagen Lante, Tente, Siepen, Sauerholz, Raukamp, Uellendahler Brunnen, Hohenhagen und Horather Schanze sowie die Sprockhöveler Ortschaft Horath.
An der Ortslage führt nördlich ein regional bedeutender Kohlenweg vorbei, eine Transportstrecke des 18. und 19. Jahrhunderts zwischen den Kohlenzechen des südlichen Ruhrgebiets und dem Industriezentrum Elberfeld. Der Kohlenweg ist als Hohlweg noch gut in der Landschaft zu erkennen und Teil des Naturschutzgebietes Hohenhagen und Umgebung. Als sogenannter Franzosenweg ist er darüber hinaus noch als Naturdenkmal unter Schutz gestellt.

## Etymologie und Geschichte

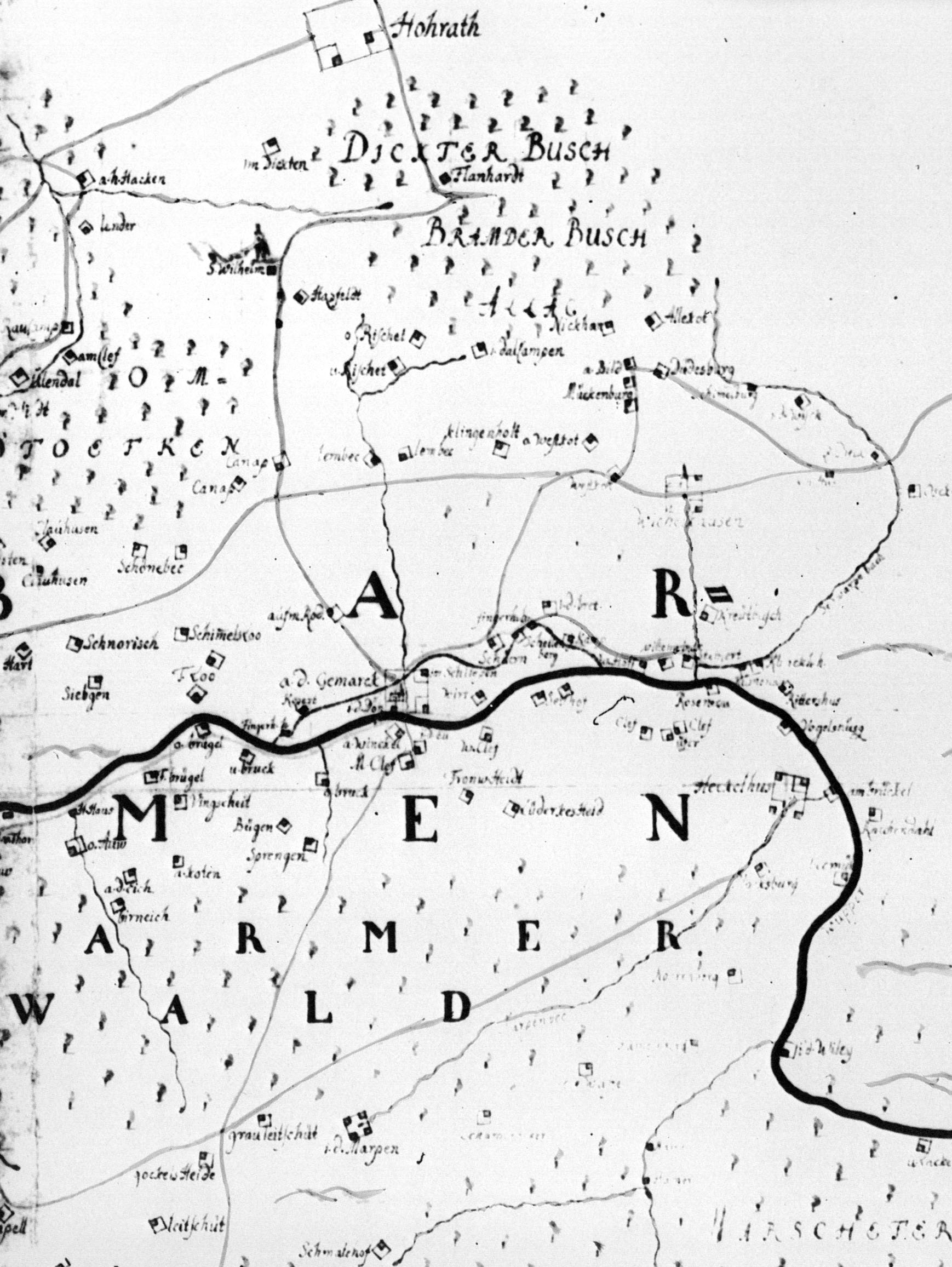
Karte der Hofschaften im Gebiet des heutigen Barmen von Erich Philipp Ploennies (1715)

In alten Urkunden wird der Hof Im Dickten genannt. Dickten ist dabei eine mittelalterliche Wortform von Dickicht. Der Wald um Dickten wird in alten Urkunden als Dickter Busch bezeichnet.
Der Hof gehörte zu dem Barmer Hofesverband, der als „Güter in Barmen“ („Bona de Barme“) im Jahr 1244 von dem Grafen Ludwig von Ravensberg in den Besitz der Grafen von Berg unter Graf Heinrich IV. überging.
Die vermutlich erste urkundliche Erwähnung fand in der undatierten, vermutlich aus dem 14. Jahrhundert stammenden Barmer Hofesrolle, dem Weistum des Barmer Hofesverbands, statt. Die früheste mit Datum gesicherte Erwähnung Dicktens stammt aus der Beyenburger Amtsrechnung (Abrechnung des Rentmeisters an die Bergisch-herzogliche Kameralverwaltung) des Jahres 1466.
Dickten lag an der Barmer Linie der Bergischen Landwehr, die Barmen im Hochmittelalter an der Grenze der Kirchspiele Elberfeld und Schwelm (gleichzeitig die Grenze der mittelalterlichen Dekanate Lüdenscheid und Neuss in Erzbistum Köln) in zwei Hälften teilte. Dickten gehörte somit trotz der Zugehörigkeit zum Barmer Hofesverband dem Elberfelder Kirchspiel an.
Dickten war kein Vollhof, sondern ein Kotten (Hof geringerer Größe und Abgabenpflicht) und entstand vermutlich als Abspliss eines größeren Hofs. Der Dickter Busch war ein Markwald des Barmer Hofverbands und wurde markgenossenschaftlich bewirtschaftet.
In Dickten wohnten zu Beginn des 18. Jahrhunderts Mitglieder die Familie Carnap, darunter Wilhelm Carnap, der 1716 durch Heirat in den Besitz des Hofes kam. 1742 verließ er den Hof aber wieder und zog – dem Radikalpietisten Elias Eller folgend – nach Ronsdorf.